# Kanon (prawo kanoniczne)

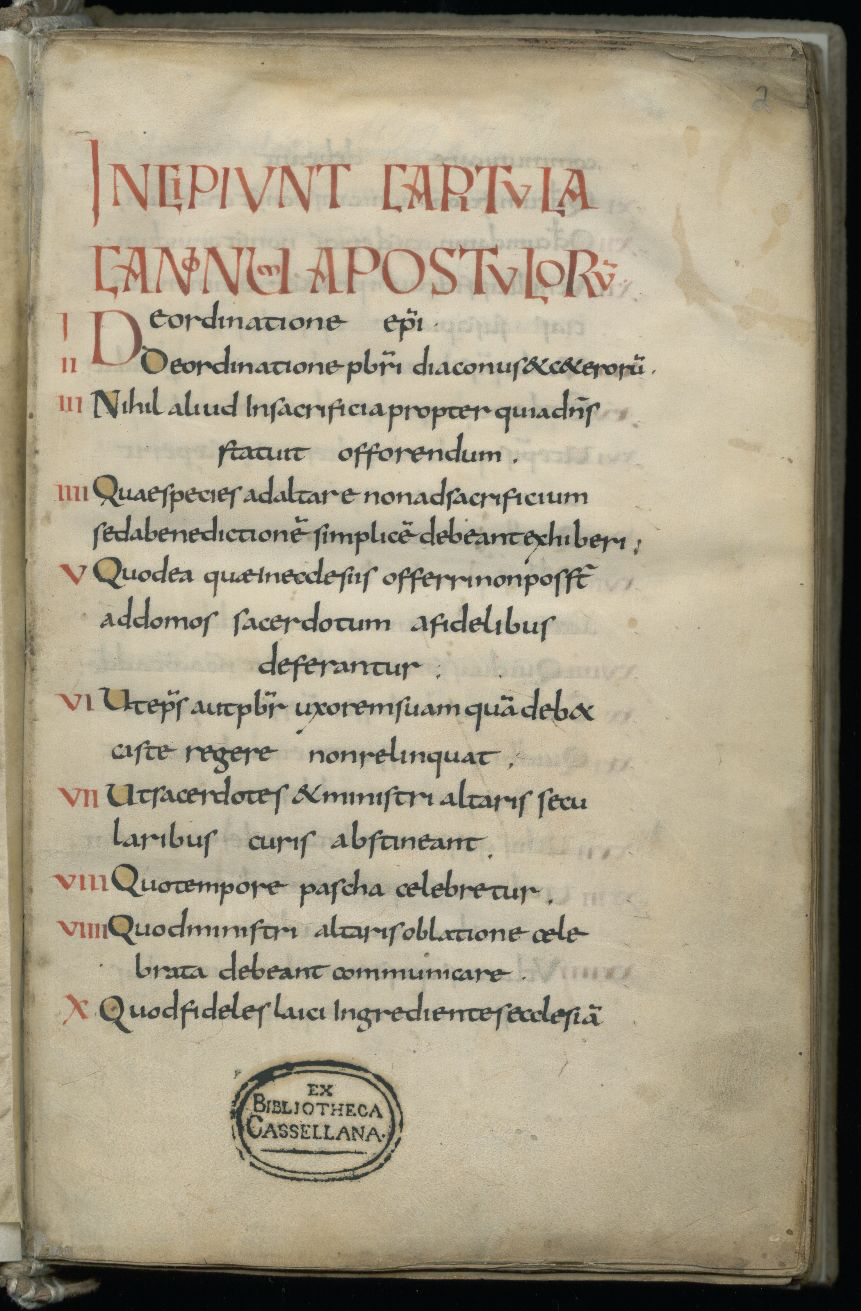
1 karta Kanonów Apostolskich, Collectio conciliorum Dionysiana, ok. 500 rok

Kanon (łac. canon – reguła, prawidło, przepis, z gr. κανών – miara, zasada, wzorzec) – przepis (artykuł) prawa kościelnego, lub artykuł w orzeczeniu dogmatycznym Kościoła.

## Sens i zastosowanie
Określenie kanon było używane przez starożytnych Greków i Rzymian m.in. w sensie prawnym, lecz w znaczeniu bardziej ogólnym, jako reguła, prawidło, niż νόμως – lex. W Nowym Testamencie słowo κανών występuje m.in. w Liście do Galatów 6, 16, jako zasada postępowania, której mają trzymać się chrześcijanie, w oparciu wyłącznie o Jezusa Chrystusa. Dlatego na łacinę zostało przetłumaczone w Biblii jako regula. Określenie to posłużyło zatem św. Pawłowi Apostołowi do wyrażenia konkretnych wskazań życiowych, użyte w tym
kontekście odnosi się do nowości życia w Chrystusie i związanego z tym postępowania, które zjednuje wiernemu pokój i miłosierdzie.
Chrześcijanie posłużyli się określeniem kanon, gdy powszechnym określeniem prawnej reguły postępowania było lex, gdyż chcieli pokazać, iż mają
swoje własne prawo przez siebie stanowione, niezależne od jakiejkolwiek władzy zewnętrznej, którego są zobowiązani przestrzegać. Określenie to jest szersze, gdyż „odnosi się do zobowiązującej rzeczywistości wykraczającej poza ludzkie stanowienia”. Kanon określa to, co najważniejsze, stanowi kryterium przynależności do Kościoła oraz rozsądzania spraw wynikających z przyjęcia wiary i jej życiowych konsekwencji. Dlatego też kanon łączył w sobie określenie tego, co istotne dla wiary (canones fidei), życia moralnego (canones morum) i kościelnej dyscypliny (canones disciplinae). Użycie terminu kanon w sprawach dyscyplinarnych wskazywało na ich odniesienie do prawd wiary, zatem ich nieprzestrzeganie skutkowało wyłączeniem z Kościoła.
Dlatego zarówno orzeczenia dyscyplinarne, jak i dogmatyczne, począwszy od IV wieku, zostały nazwane kanonami. Tak określa je już synod w Elwirze, synod w Ancyrze i pierwszy sobór powszechny w Nicei. Wynikający z tego termin  prawo kanoniczne został z biegiem czasu, w wyniku centralizacji, synonimem całości norm prawnych regulujących dyscyplinę kościelnej społeczności.